# Friedrich Ueberweg
Friedrich Ueberweg (ur. 22 stycznia 1826 w Leichlingen koło Solingen, zm. 9 czerwca 1871 w Królewcu) – niemiecki filozof i historyk filozofii.
Studiował na uniwersytetach w Getyndze i Berlinie. W 1850 uzyskał doktorat na Uniwersytecie w Halle, habilitował się w Bonn w 1852 tam wykładał filozofię jako privatdozent, a w 1862 został mianowany profesorem nadzwyczajnym na Uniwersytecie w Królewcu. W 1868 został tam mianowany profesorem zwyczajnym.
Główne dzieło Überwega Grundriss der Geschichte der Philosophie... (cz. 1-3 1862–1866) było wielokrotnie wydawane i stało się bazą dla wielu innych prac historycznofilozoficznych.